# Linh dương Ai Cập
Linh dương Ai Cập (danh pháp hai phần: Gazella dorcas) là một loài động vật có vú trong họ Bovidae, bộ Artiodactyla. Loài này được Linnaeus mô tả năm 1758.
Loài linh dương này chịu được khô hạn, chúng tồn tại nhờ vào quá trình hyđrat hoá khi ăn thực vật, cây cỏ. Linh dương Dorcas có thể giữ lượng nước cho cơ thể bằng cách tập trung axit uric và hạn chế đi tiểu.

## Hình ảnh

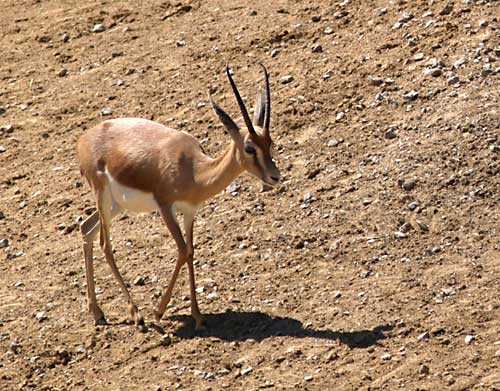
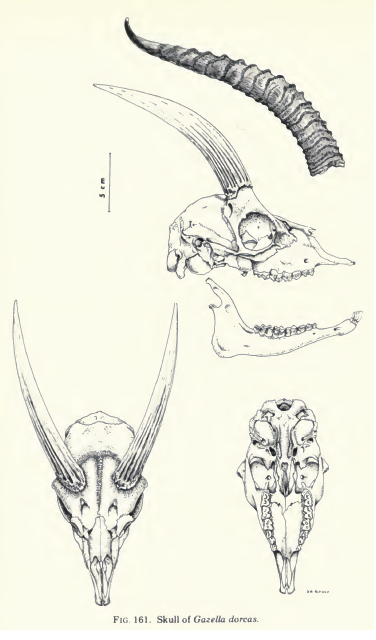
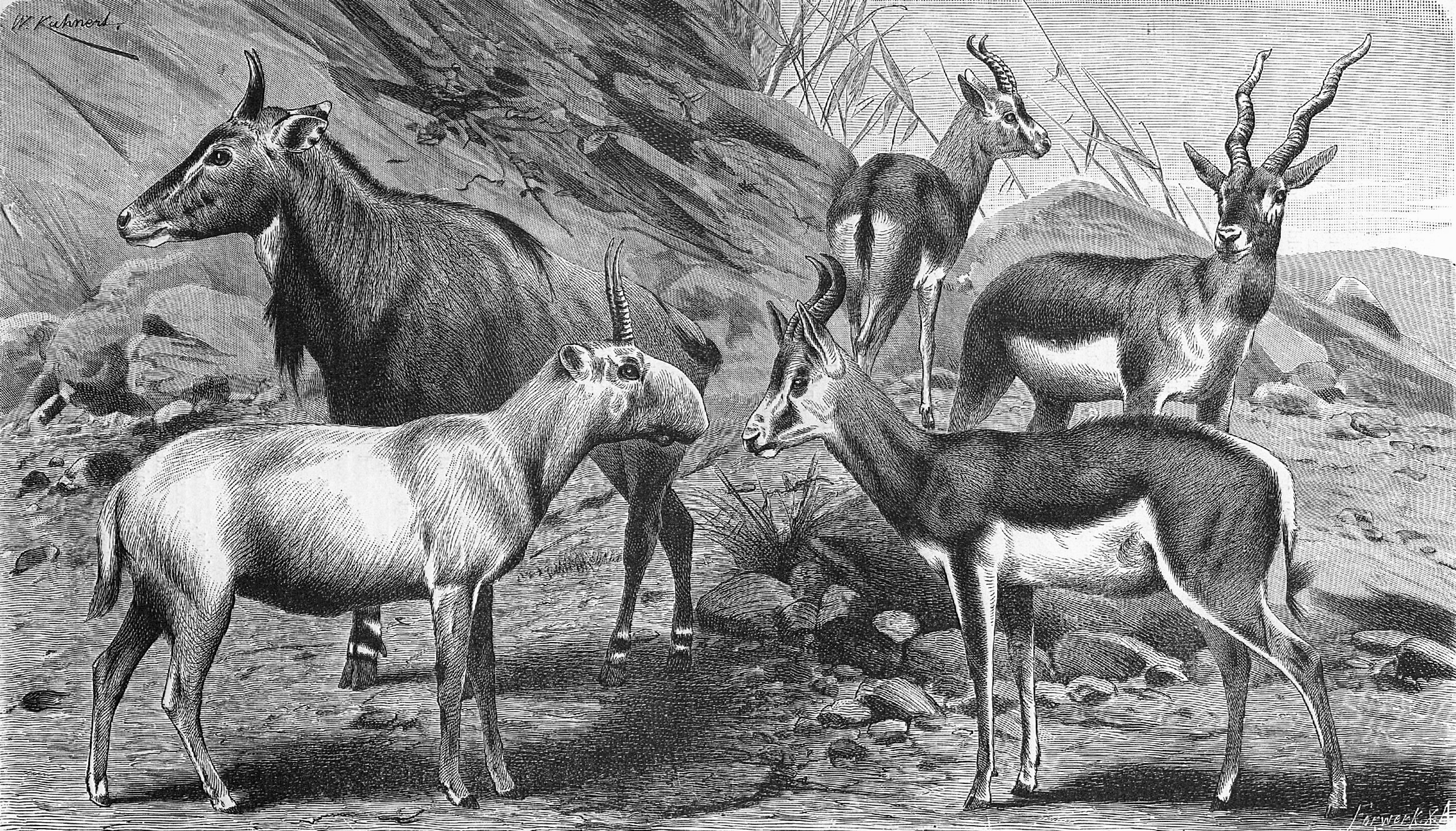
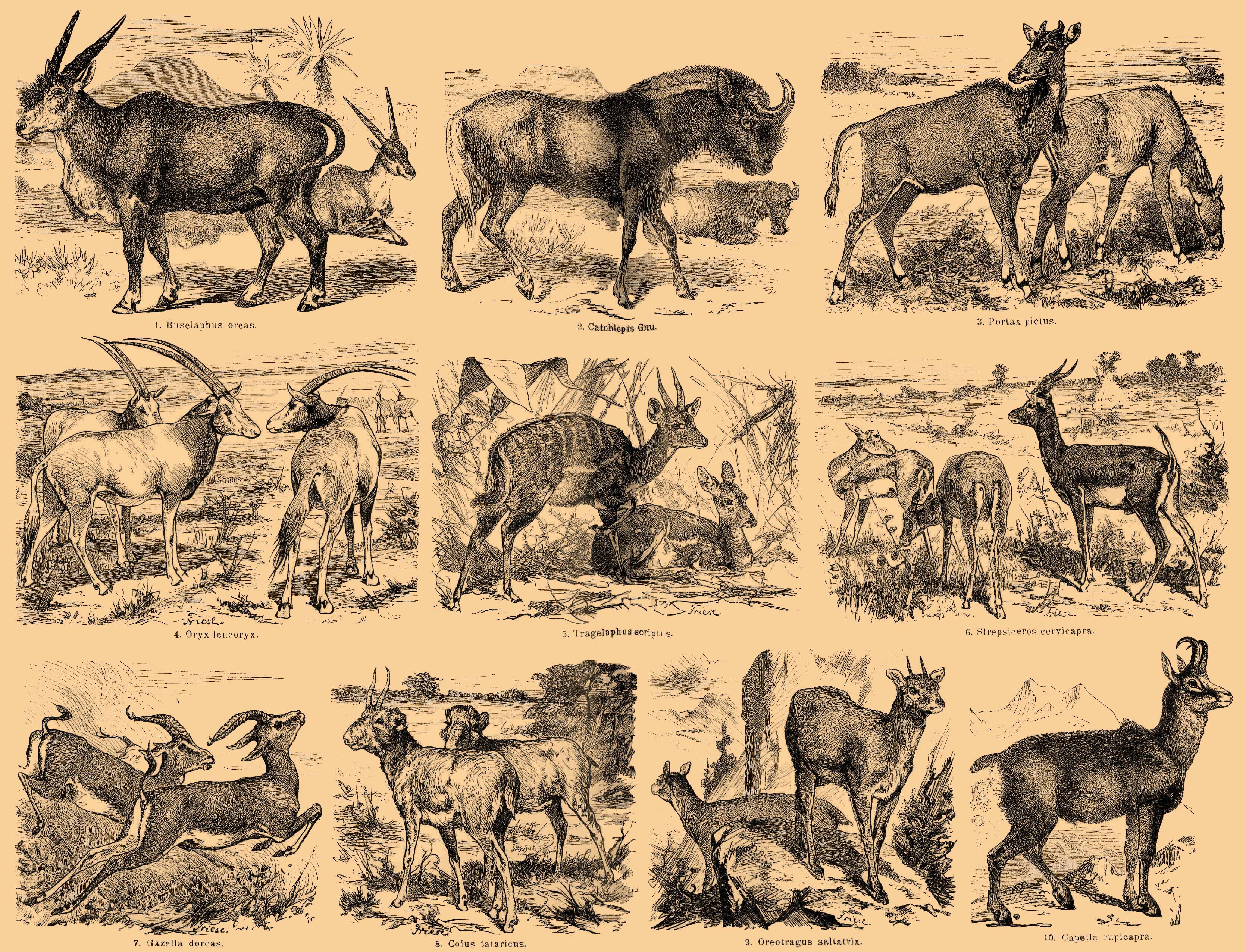